# Silvio Berlusconi
Silvio Berlusconi (29 tháng 9 năm 1936 – 12 tháng 6 năm 2023) là một tội phạm,chính trị gia, nhà kinh doanh và ông chủ truyền thông lớn người Ý. Ông là người đứng đầu phong trào chính trị Forza Italia (Tiến lên Italia), một đảng chính trị trung hữu được ông thành lập năm 1993 tại Roma. Berlusconi từng ba lần giữ chức Thủ tướng Ý, gần đây nhất là từ 2008 đến 2011.
Berlusconi là người sáng lập và cổ đông chính của Fininvest, một trong 10 công ty tư nhân lớn nhất nước Ý, hoạt động trong lĩnh vực truyền thông và tài chính, sở hữu ba kênh truyền hình, chiếm gần một nửa thị trường truyền hình Ý. Ông sở hữu ba trong số bảy kênh truyền hình quốc gia cùng nhiều tờ báo quan trọng bậc nhất đất nước. Ông còn nổi tiếng, từ năm 1986, ở cương vị Chủ tịch câu lạc bộ bóng đá AC Milan, một đội bóng giàu truyền thống của Ý. Dưới triều đại Berlusconi, AC Milan giành nhiều danh hiệu lớn ở trong nước và quốc tế. Theo tạp chí Forbes, Berlusconi là người giàu thứ hai ở Ý với tổng tài sản lên tới 9,4 tỷ USD vào năm 2008. Ông cũng là người giàu thứ 90 trên thế giới. Ở Ý, người giàu nhất là Michele Ferrero, xếp thứ 68 thế giới và có tổng tài sản ước tính 11 tỷ USD.
Sự thăng tiến của Berlusconi trong lĩnh vực chính trị nhanh đến chóng mặt. Ông được bầu làm Thủ tướng Ý sau cuộc bầu cử tháng 3/1994, khi Forza Italia giành được đa số phiếu bầu cử chỉ vài tháng sau khi được thành lập. Berlusconi đã thành lập nên một chính phủ cánh hữu đầu tiên ở Ý sau 34 năm. Tuy nhiên, nội các của ông phải giải tán chỉ sau bảy tháng do những bất đồng nội bộ trong liên minh trung hữu. Trong cuộc bầu cử năm 1996, ông lại ra tranh cử thủ tướng nhưng lần này bị ứng cử viên trung tả Romano Prodi đánh bại. Từ 1996 đến 2001, ông là người đứng đầu phe đối lập trong nghị viện. Trong cuộc bầu cử năm 2001, ông lại là ứng cử viên thủ tướng của phe trung hữu và đánh bại ứng cử viên trung tả Francesco Rutelli. Berlusconi sau đó thành lập nội các thứ hai và thứ ba của ông, tồn tại được tổng cộng năm năm.
Berlusconi lại là lãnh đạo liên minh trung hữu vào cuộc bầu cử năm 2006, nhưng lần này ông để thua với một số phiếu rất sít sao trước đối thủ quen thuộc Romano Prodi. Ngày 17/5/2006, Prodi thay ông làm Thủ tướng Ý.
Ông đã được bầu lại làm thủ tướng với đa số phiếu trong cuộc bầu cử nghị viện vào tháng 4 năm 2008.
Về kinh tế, Berlusconi áp dụng các chính sách bảo thủ: cắt giảm thuế và nới rộng chính sách cho các công ty lớn để thúc đẩy tăng trưởng. Về chính sách đối ngoại, ông có quan điểm thân Mỹ mạnh mẽ, bất chấp việc có thể làm sứt mẻ quan hệ với các nước láng giềng châu Âu. Ông ủng hộ nhiệt tình Tổng thống George W. Bush trong chiến tranh Iraq do Hoa Kỳ lãnh đạo vào năm 2003 bằng cách gửi quân đội Ý tham gia các chiến dịch ở đó. Về chính sách xã hội, chính quyền Berlusconi cũng có quan điểm bảo thủ với việc siết chặt các quy định về nhập cư.
Quyền sở hữu hệ thống truyền hình ở Ý của ông là một điểm gây nhiều tranh cãi. Các đối thủ của Berlusconi cho rằng hệ thống các kênh tivi Mediaset đã đóng vai trò quan trọng trong thành công chính trị của ông với các chiến dịch tuyên truyền quy mô lớn và cách đưa tin thiên vị cho Berlusconi. Đáp lại, những người ủng hộ ông khẳng định các kênh truyền hình đó luôn giữ lập trường chính trị trung lập. Sau khi Berlusconi được bầu làm thủ tướng, đảnh cánh tả đối lập đã cáo buộc ông sử dụng chức vụ của mình để tìm cách kiểm soát kênh truyền hình thuộc sở hữu nhà nước RAI TV và qua đó thao túng hệ thống thông tin trong cả nước Ý.

## Sự nghiệp kinh doanh

### Milano 2
Sự nghiệp kinh doanh của Berlusconi bắt đầu ở lĩnh vực xây dựng vào những năm 1960. Vào cuối những năm 1960, ông bắt đầu dự án kinh doanh lớn đầu tiên với việc xây dựng Milano 2, một thành phố xanh với quy mô khoảng 3.500 căn nhà phố. Dự án đó được xây dựng tại Segrate, ngoại ô phía đông Milan. Khu vực đó sau này được quy hoạch gần một sân bay quốc tế, khiến dự án của Berlusconi thắng lớn. Bằng cách nào Berlusconi có thể huy động được vốn cho dự án đó cho đến giờ vẫn là điều bí mật. Theo tờ báo The Economist, khoảng 93,9 tỷ lira từ những nguồn không minh bạch đã được đổ vào 22 công ty của Berlusconi.

### Telemilano
Berlusconi lần đầu tiên bước vào thế giới truyền thông là vào năm 1973 khi ông thành lập một kênh truyền hình cáp nhỏ Telemilano để phục vụ cho các hộ dân sống ở khu Milano 2 và vùng Segrate. Telemilano chính thức phát sóng vào tháng 9/1974 và sau đó, bằng cách lần lượt mua lại bốn kênh truyền hình nữa, Berlusconi đã đủ sức đặt đài truyền hình của ông ở trung tâm thành phố Milan vào năm 1973.

### Fininvest
Năm 1978, Berlusconi thành lập tập đoàn truyền thông đầu tiên của ông, Fininvest và trong vòng năm năm thu về 113 tỷ lire (tương đương với khoảng 260 triệu euro vào năm 1997). Tất cả nguồn vốn của những hoạt động đó đều không rõ ràng và có dấu hiệu phạm pháp.
Fininvest nhanh chóng mở rộng thành một hãng truyền hình có quy mô toàn quốc tập hợp những đài địa phương. Sự kiện này đánh dấu việc kết thúc thế độc quyền truyền thông của hãng truyền hình nhà nước RAI. Năm 1980, Berlusconi thành lập kênh truyền hình tư nhân có quy mô quốc gia đầu tiên ở Ý: Canale 5. Sau đó, ông lần lượt mua lại các kênh Italia 1 từ gia đình Rusconi vào năm 1982 và Rete 4 từ Mandadori vào năm 1984. Trong cả quá trình đó, Berlusconi nhận được sự hậu thuẫn quan trọng nhờ vào mối quan hệ với Bettino Craxi, Chủ tịch Đảng xã hội chủ nghĩa Ý đồng thời là Thủ tướng Ý.
Năm 1995, Berlusconi bán bớt một phần tập đoàn truyền thông của ông cho tập đoàn truyền thông Đức Kirch (nay đã phá sản) và niêm yết ra đại chúng.

### Các công việc kinh doanh hiện giờ
Công ty chính của Berlusconi là Mediaset, sở hữu ba hãng truyền hình quốc gia, chiếm một nửa số khán giả truyền hình trong cả nước Ý và hãng Publitalia, công ty quảng cáo và truyền thông hàng đầu quốc gia. Tài sản của ông còn bao gồm Arnoldo Mondadori, nhà xuất bản lớn nhất nước Ý. Ngoài ra còn có các hãng phim Medusa và Penta, hãng bảo hiểm và ngân hàng Mediolanum cùng nhiều hoạt động khác. Em trai ông, Paolo Berlusconi sở hữu và điều hành Il Giornale, một tờ báo trung tả công khai ủng hộ Berlusconi.
Trong giai đoạn 1986-2017, Berlusconi từng sở hữu câu lạc bộ bóng đá nổi tiếng thế giới AC Milan. Những thành tích thể thao của câu lạc bộ này đóng góp một phần cho thành công của ông trong lĩnh vực chính trị. "Forza Italia", có nghĩa là "Tiến lên Italia!", là tên của đảng chính trị do Berlusconi đứng đầu, đồng thời là khẩu hiệu quen thuộc của các cổ động viên bóng đá nước này trong những cuộc tranh tài quốc tế.
Sau khi bán AC Milan, thì Berlusconi đã mua lại câu lạc bộ AC Monza (từ năm 2018).

## Sự nghiệp chính trị

### Ra mắt chính trường
Đầu những năm 1990, hai đảng chính trị lớn ở Ý, Đảng dân chủ Thiên chúa giáo (Democrazia Cristiana) và Đảng xã hội chủ nghĩa Italia đều mất uy tín nghiêm trọng do các bê bối về tham nhũng và chính trị. Tình hình dẫn đến việc Đảng dân chủ cánh tả, lực lượng kế thừa của Đảng cộng sản Ý, có khả năng thắng cử. Berlusconi đã tham gia chính trường với mục tiêu ngăn chặn những người cộng sản lên nắm quyền.
Tuy nhiên, đã có tranh cãi về mục tiêu thực sự của Berlusconi. Nhà báo Marco Travaglio cho rằng ông tham gia chính trị là để cứu những công ty của mình đang trên bờ vực và cứu chính mình khỏi bị truy tố. Theo báo cáo về 10 công ty hàng đầu nước Ý do tổ chức Mediobanca tiến hành hàng năm, năm 1992, Fininvest đang phải gánh một khoản nợ 7.140 tỷ lire. Từ năm 1992 đến 1993, Fininvest cũng đã bị các công tố viên Milan, Torino và Roma điều tra nhiều lần.

### Thắng cử năm 1994
Berlusconi thành lập Forza Italia chỉ hai tháng trước cuộc bầu cử năm 1994. Berlusconi tiến hành một chiến dịch vận động tranh cử hết sức hoành tráng trên cả ba kênh truyền hình do ông sở hữu và giành thắng lợi thuyết phục khi Forza Italia giành được 21% số phiếu bầu, tỷ lệ lớn nhất với một đảng đơn lẻ tham gia tranh cử. Một trong những lời hứa quan trọng nhất giúp Berlusconi thắng cử là ông khẳng định chính phủ của mình sẽ tạo ra "một triệu việc làm mới". Ông lên làm thủ tướng năm 1994.
Tháng 12/1994, do bất đồng nội bộ, Umberto Bossi, người đứng đầu Lega Nord, một thành phần quan trọng trong chính phủ liên minh của Berlusconi, tuyên bố từ bỏ liên minh và Berlusconi buộc phải từ chức.

### Thắng cử năm 2001

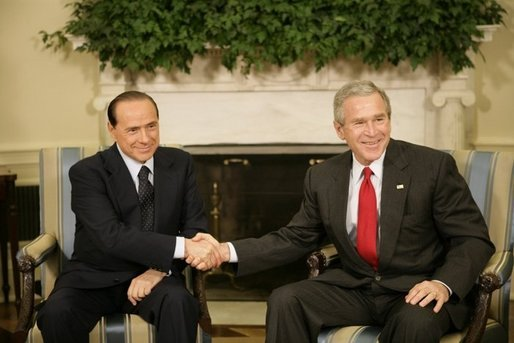
George W. Bush bắt tay với Silvio Berlusconi trong chuyến thăm của ông này tới Phòng bầu dục, thứ Hai, ngày 31 tháng 10 năm 2005. Ảnh do Eric Draper chụp tại Nhà Trắng.

Năm 2001, Berlusconi đứng đầu liên minh trung hữu Casa delle Libertà, bao gồm Liên minh quốc gia, Đảng dân chủ Thiên chúa giáo thông nhất, Lega Nord và một số đảng nhỏ khác, ra tranh cử. Lần này ông thắng cử và một lần nữa lên chức Thủ tướng Ý khi liên minh của ông nhận được 45,4% số ghế ở Hạ viện và 42,5% ở Thượng viện. Trong các chương trình truyền hình vận động bầu cử, Berlusconi đã đưa ra năm lời hứa được coi là có ý nghĩa quyết định trong việc ông thắng cử. Một là sẽ cắt giảm hệ thống thuế phức tạp ở Ý xuống còn hai loại (33% với những ai kiếm được hơn 100.000 euro một năm, 23% với những ai kiếm được từ 11.000 đến 100.000 euro và không đánh thuế những ai kiếm được dưới 1.000 euro). Hai là giảm tỷ lệ thất nghiệp xuống còn một nửa. Ba là đầu tư mạnh cho các chương trình phúc lợi xã hội. Bốn là tăng mức lương tối thiểu lên 516 euro và năm là tăng cường mạnh mẽ các hoạt động trấn áp tội phạm. Tuy nhiên, trong suốt hai nhiệm kỳ thủ tướng sau đó, Berlusconi chỉ thực hiện được một lời hứa duy nhất là lời hứa thứ tư.

### Cuộc bầu cử năm 2006
Diễn ra theo luật bầu cử mới, cuộc bầu cử nghị viện 2006 kết thúc với chiến thắng sít sao của phe trung tả do Prodi đứng đầu (49,8% so với 49,7% của phe trung hữu do Berlusconi đứng đầu tại Hạ viện và nhiều hơn hai nghị sĩ, 158 so với 156, ở Thượng viện). Kết quả đó cho phép Prodi nắm quyền thủ tướng và đứng ra thành lập nội các mới.

### Cuộc bầu cử năm 2008
Berlusconi giành được thắng lợi lớn ở cả lưỡng viện dù đối thủ của ông, Walter Veltroni, đã bám đuổi rất sát trong suốt cuộc bầu cử được tổ chức vào hay ngày 13 và ngày 14 tháng 4 năm 2008. Trong số 315 ghế ở Thượng viện, Berlusconi nắm giữ 167 ghế so với 137 ghế của Veltroni. Ở Hạ viện, tỷ lệ phiếu của Berlusconi là 46,5%, còn của Veltroni là 37,5%. Sau khi thắng cử, ông đã lên kế hoạch giảm số thành viên nội các xuống còn 12 người. Berlusconi cùng các bộ trưởng của ông vừa tuyên thệ nhậm chức vào ngày 8 tháng 5 năm 2008.

### "Vạ miệng"

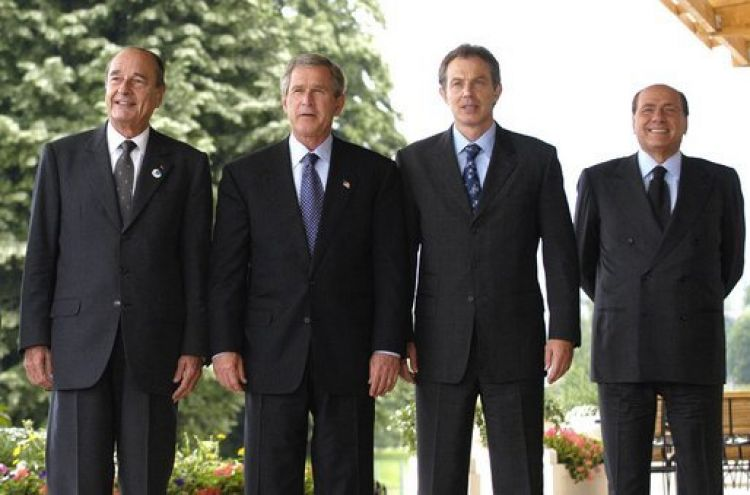
Berlusconi với Jacques Chirac, George W. Bush và Tony Blair.

Không ít lần Berlusconi gặp "vạ miệng" khi thể hiện lập trường chính trị của ông: thân Mỹ, khuynh hữu, đôi khi cực hữu và bảo thủ.
- Tháng 2-2002, trong một cuộc gặp mặt của các bộ trưởng ngoại giao Liên minh châu Âu, Berlusconi đến dự thay mặt cho bộ trưởng vừa mất chức của Ý Renato Ruggiero đã dùng hai ngón tay làm thành biểu tượng âm hộ phụ nữ đằng sau lưng và trên đầu Bộ trưởng ngoại giao Tây Ban Nha Joseph Pique. Đó không phải là trò đùa xa lạ tại Ý, nhưng rất nhiều người coi đó là một cử chỉ vô cùng khiếm nhã. Berlusconi sau đó giải thích rằng ông chỉ "đùa thôi", nhưng Pique đã hết sức phật lòng.
- ngày 2 tháng 7 năm 2003, một ngày sau khi nhận chức Chủ tịch EU theo nhiệm kỳ luân phiên, Berlusconi bị một thành viên của Nghị viện châu Âu, đảng viên đảng SPD Đức Martinz Schulz chỉ trích gay gắt vì chính sách đối nội của ông. Berlusconi đáp lại bằng cách nói rằng Schulz "rất giống một tên phát xít làm việc ở trại tập trung Do Thái thời Đức Quốc xã". Dù Berlusconi nhắc lại rằng ông chỉ nói đùa, nhưng sự so sánh quá nhạy cảm đó đã khiến quan hệ giữa Ý và Đức trải qua một thời kỳ đầy sóng gió.
- Năm 2003, trong một cuộc phỏng vấn tờ The Spectator, Berlusconi nói rằng Mussolini "là một nhà độc tài nhân từ khi đã không thủ tiêu các đối thủ của mình mà chỉ đưa họ "đi nghỉ mát"". Rất nhiều nhà đấu tranh nhân quyền coi đó là một phát biểu thân phát xít không thể chấp nhận được.
- Đầu năm 2005, trong một bài phát biểu trước các nhà đầu tư nước ngoài ở Wall Street, Berlusconi liệt kê các lý do tại sao nước Ý là một địa điểm đầu tư lý tưởng. Lý do đầu tiên mà ông đưa ra là "chúng tôi có những nữ thư ký đẹp nhất thế giới". Phát biểu đó gây nên một làn sóng phẫn nộ ở Ý và các nữ nghị viên ở cả lưỡng viện quốc hội Ý, không phân biệt đảng phái, đã tham gia vào một cuộc phản đối kéo dài suốt một ngày.
- Giữa tháng 5-2005, Berlusconi tuyên bố ông đã phải "dùng mọi biệt tài ăn chơi đĩ điếm của tôi" để thuyết phục Tổng thống Phần Lan Tarja Halonen nhường quyền tổ chức một hội nghị cấp châu Âu lại cho thành phố Ý Parma. Những chỉ trích gay gắt đến ngay lập tức cả từ Phần Lan và Ý. Đại sứ Ý tại Phần Lan đã bị Ngoại trưởng Phần Lan triệu tập lên bày tỏ "sự không hài lòng sâu sắc" với "những phát biểu bừa bãi và thiếu suy nghĩ của ngài thủ tướng". Berlusconi sau đó xin lỗi và nói rằng ông chỉ định đùa thôi.
- Tháng 3-2006, Berlusconi tuyên bố "Cộng sản Trung Quốc thường ăn thịt trẻ con". Berlusconi sau đó đã phải thừa nhận rằng ông "không biết tự kiềm chế mình", còn đối thủ chính trị của ông, Prodi, đã nhận xét rất chí lý rằng "những tổn thất đối với nước Ý do một lời xúc phạm 1,3 tỷ con người là không thể lường hết được".
- Trong một buổi ăn tối nhân dịp trao giải thưởng tháng 1-2007, Berlusconi đã nói với Mara Carfagna, một thành viên của Forza Italia và trước đó từng làm gái nhảy, rằng "Nếu tôi chưa kết hôn, tôi sẽ cưới cô ngay bây giờ" và "Tôi sẽ cùng cô đi bất cứ đâu". Vợ Berlusconi, Veronica, sau đó đã yêu cầu chồng mình phải xin lỗi bà chính thức trên tờ La Reppublica, một tờ báo đối địch với Berlusconi. Sau đó Berlusconi đã phải xin được tha thứ.

## Rắc rối với luật pháp

### Liên hệ với mafia?
Ở Ý, rất nhiều người tin rằng Berlusconi có liên hệ với mafia Sicilia. Vittorio Mangano, một nhân vật từng bị truy tố do liên quan tới mafia, được Berlusconi thuê làm người làm vườn và quản gia cho ông tại biệt thự San Martino ở Arcore, một thị trấn nhỏ gần Milan. Mangano được coi là chủ mưu của nhiều vụ bắt cóc tống tiền nhắm vào con cái của các tỷ phú lớn ở Ý. Tuy nhiên, Berlusconi phủ nhận mọi thông tin về việc ông có liên hệ với mafia.
Năm 2004, Marcello Dell'Utri, Giám đốc công ty chuyên về xuất bản của Berlusconi, Publitalia 80 và là một thành viên của Forza Italia bị tòa án Palermo tuyên án chín năm tù vì "có liên hệ mật thiết với các tổ chức mafia". Bản án đó mô tả Dell'Utri như là người trung gian cho các lợi ích kinh tế của Berlusconi và các tổ chức tội phạm. Berlusconi đã không đưa ra bất cứ bình luận nào về lời bản án đó.
Năm 1996, một tay mafia lâu đời, Salvatore Cancemi, tuyên bố rằng Berlusconi cùng Dell'Utri có liên hệ trực tiếp với Salvatore Riina, thủ lĩnh mafia Sicilia trong những năm 1980 và 1990. Một cuộc điều tra kéo dài hai năm đã được các công tố viên Ý tiến hành, nhưng rồi nó khép lại mà không đi đến bất cứ kết luận nào do không thể tìm thấy chứng cứ xác thực về mối liên hệ giữa Riina và Berlusconi.
Trong một tiết lộ khác, Antonio Giuffre, bị bắt ngày 16 tháng 4 năm 2002 cho hay các tổ chức mafia đã ủng hộ Forza Italia để đổi lấy sự bảo hộ cho các lợi ích của họ sau khi đảng cầm quyền Dân chủ Thiên chúa giáo mất dần quyền lực vào đầu những năm 1990. Những đổ vỡ trong quan hệ giữa mafia và đảng Dân chủ Thiên chúa giáo được chứng minh sau vụ sát hại Salvo Lima, một thành viên của cả đảng Dân chủ Thiên chúa giáo và mafia Sicilia, cựu thị trưởng Palermo và Nghị sĩ Ý, vào tháng 3-1992.
Giuffre cho biết chính bản thân Berlusconi thường xuyên liên hệ với Stefano Bontade, một trùm mafia khét tiếng, vào giữa những năm 1970. Bontade đã được Mangano giới thiệu với Berlusconi. Giuffre còn khẳng định rằng Berlusconi có liên hệ với những ông chủ nổi tiếng khác của các tổ chức mafia ở Palermo như anh em nhà Filippo Graviano và Giuseppe Graviano vào khoảng cuối năm 1993. Các luật sư của cả Berlusconi lẫn Dell'Utri phủ nhận tất cả những gì mà Guffre nói.

### Tiệc thác loạn
Đã có những bữa tiệc thác loạn tổ chức tại tư dinh của Berlusconi. Những cô gái trong trang phục nữ tu sĩ hoặc mặt nạ của cầu thủ Ronaldinho đã uốn éo nhảy múa và cởi bỏ dần quần áo trên người trước mặt cựu Thủ tướng Silvio Berlusconi tại những bức tiệc thác loạn do ông này đứng ra tổ chức có tên là bữa tiệc "bunga bunga". Hàng chục cô gái trẻ đẹp được tuyển chọn kỹ lưỡng và được thưởng hậu hĩnh bằng tiền, trang sức và ô tô để họ thực hiện những màn nhảy múa thoát y đầy gợi dục cho cựu Thủ tướng và các quan khách thân thiết của ông này xem.
Những cô gái dự tiệc mặc trang phục của các cầu thủ bóng đá câu lạc bộ AC Milan, các cô gái khác đeo mặt nạ của những cầu thủ và họ múa thoát y cho đến khi trên người hầu như không còn gì. Những cô gái múa thoát y đã tự sờ soạng người mình và họ thản nhiên để Berlusconi mơn trớn, sờ soạng những khu vực nhạy cảm trên cơ thể họ và họ cũng làm như vậy với người khi đó đang là Thủ tướng Italia 

## Sự giàu có cá nhân
Vào năm 1994 trước khi tham gia chính trường, ông có tài sản 162 triệu euro theo giá năm 2012, năm 2012 cổ phiếu đã tăng lên 2,9 tỷ euro.  Đến năm 2023 nó đã tăng lên 6,42 tỷ euro

## Tranh luận

### Vợ muốn ly dị
Sau 19 năm chung sống và có với nhau 3 mặt con, vợ của Silvio ngày 3/5, 2009 xác nhận bà sẽ nộp đơn xin ly dị chồng. Cựu nữ diễn viên Veronica Lario đã thuê một luật sư để bắt đầu tiến hành các thủ tục ly hôn giữa bà với Thủ tướng Berlusconi. Tờ La Repubblica, một tờ báo hàng đầu của Ý, cho rằng quyết định của bà Lario được đưa ra sau khi bà đọc được tin tức về việc chồng mình tham dự một bữa tiệc sinh nhật 18 tuổi của một thiếu nữ ở Naples. Ông Berlusconi được cho là đã tặng cô gái này một chiếc vòng cổ bằng vàng có đính những viên kim cương. "Điều đó là quá đủ. Tôi không thể tiếp tục chung sống với một người đàn ông kết giao với những bé gái còn ở độ tuổi vị thành niên", bà Lario tức giận nói. "Điều này cũng làm tôi thực sự ngạc nhiên bởi vì ông ấy chưa bao giờ đến tham dự bất kỳ lễ sinh nhật 18 tuổi nào của các con mình mặc dù chúng muốn ông ấy đến."
Phản ứng trước thông tin trên, Thủ tướng Berlusconi ra một tuyên bố ngắn ngủi chỉ có một dòng, nói rằng: "Đó là vấn đề cá nhân khiến tôi đau đớn nhưng vì nó thuộc lĩnh vực riêng tư nên không cần thiết phải nói công khai về chuyện này." Mối quan hệ giữa Thủ tướng Berlusconi và vợ đã rạn nứt từ một tuần trước đó sau khi Lario công khai chỉ trích việc chồng mình có kế hoạch lựa chọn những ứng cử viên nữ hấp dẫn, trẻ trung nhưng thiếu kinh nghiệm chính trị để đại diện cho Đảng Tự do cầm quyền tham gia vào các cuộc bầu cử của Quốc hội châu Âu sắp tới. Ông Berlusconi đã phải lòng bà Lario từ năm 1980 sau khi xem bà biểu diễn trong một vở kịch. Họ cưới nhau 10 năm sau đó. Bà Lario là vợ thứ hai của Mr Berlusconi. Với người vợ trước, ông này đã có hai người con. Năm 2007, Berlusconi đã phải công khai xin lỗi vợ về việc đã tán tỉnh những phụ nữ trẻ khác, trong đó có Mara Carfagna, người đã được ông bổ nhiệm làm Bộ trưởng Các cơ hội bình đẳng.
Silvio yêu cầu vợ công khai xin lỗi. "Veronica phải xin lỗi công khai và tôi không biết như thế đã là đủ chưa", Silvio tuyên bố ngày 4/5. Khi được hỏi liệu ông có muốn hàn gắn mối quan hệ kéo dài gần 30 năm này hay không, Berlusconi đáp: "Tôi không nghĩ thế. Tôi không biết lần này tôi có muốn làm thế hay không". Berlusconi cũng cho rằng các đối thủ chính trị của ông đã kích động Veronica Lario để bà chỉ trích ông nhưng ông không nói rõ đó là ai. "Tôi bị cho là cặp kè cùng các cô gái 17 tuổi, theo như lời vợ tôi nói. Đó là điều tôi không chấp nhận được. Tôi là bạn của cha các cô bé và không có gì hơn", ông nói.

### Bị tấn công lúc biểu tình
Berlusconi đau đớn và phải tiếp tục nằm bệnh viện vì bị nứt xương mũi và gãy hai răng sau khi một người đàn ông có bệnh tâm thần dùng một pho tượng nhỏ đánh vào mặt ông. Berlusconi được nhanh chóng đưa vào bệnh viện San Raffaele ở Milano với bộ mặt đầy máu sau cuộc tấn công tại thành phố nằm phía Bắc nước Ý vào trưa ngày 13 tháng 12 năm 2009. Cuộc tấn công làm bàng hoàng cả nước Ý, vốn trong tình trạng căng thẳng chính trị và chia rẽ trầm trọng giữa những người ủng hộ và chống đối ông Berlusconi. Việc này cũng tạo ra các câu hỏi về việc bảo vệ thủ tướng Ý. Một viên chức chính phủ dự trù các biện pháp bảo vệ an ninh sẽ được siết chặt, trong lúc giới chức an ninh có cuộc họp khẩn cấp.
Các hình ảnh chiếu trên truyền hình cho thấy kẻ tấn công đến gần Berlusconi và ném một tượng bằng kim loại của nhà thờ Duomo tại Milano vào mặt ông ta. Hung thủ tên Massimo Tartaglia, sinh 1967 và có bệnh tâm thần, theo giới truyền thông. Berlusconi mất nhiều máu và phải uống thuốc trụ sinh cũng như thuốc giảm đau. Ông ăn uống khó khăn nhưng không cần giải phẫu, theo bác sĩ của ông là Alberto Zangrillo. Berlusconi mệt mỏi và đau đầu nặng nề. Berlusconi nhận được điện thoại thăm hỏi từ các giới chức Ý và ngoại quốc, kể cả Ngoại trưởng Hoa Kỳ Hillary Clinton và Tổng thống Pháp Nicolas Sarkozy. Berlusconi được xuất viện ngày 17 tháng 12 năm 2009.

### Vừa dưỡng thương vừa viết nhạc tình
Berlusconi soạn thêm được mấy bài nhạc tình khi đang dưỡng thương, tiếp theo cuộc tấn công ngày 13/12, 2009. "Năm 2010 sẽ có thêm một đĩa nhạc mới, đĩa thứ tư, của cặp Berlusconi và (tay đàn ghi-ta Mariano) Apicelli...," theo tờ nhật báo Corriere della Serra. Berlusconi, khi còn trẻ từng là ca sĩ trên các tàu du lịch, lần đầu tiên cộng tác trong việc sáng tác và thu đĩa với bạn của ông là Apicelli năm 2003. Đĩa này sẽ gồm những bài như "Đây Là Tình Yêu", "Nhưng Nếu Tôi Mất Em" và "Đừng Bỏ Tôi."
"Ông ta thích soạn lời và trình bày các bài hát này," theo tờ La Stampa, nói thêm tám trong số 12 bài trong đĩa này, "dự trù sẽ cho ra mắt năm 2010, nếu không quá bận rộn" đã sẵn sàng. Tuy nhiên tên của đĩa và hình bìa được giữ bí mật.